# GPRC5C
G protein spregnuti receptor, familija C, grupa 5, član C je protein koji je kod ljudi kodiran GPRC5C genom.
Ovaj protein pripada familiji tipa 3 G protein spregnutih receptora, koja ima karakteristični 7-transmembranski domen. On potencijalno učestvuje u interakciji između retinoidne kiseline i G protein signalnih puteva. Retinoinska kiselina ima kritičnu ulogu u razvoju, ćelijskom rastu, i diferencijaciji. Ovaj gen potencijalno učestvuje u embrionskom razvoju i diferencijaciji epitelnih ćelija.

## Literatura
- Maruyama K, Sugano S (1994). „Oligo-capping: a simple method to replace the cap structure of eukaryotic mRNAs with oligoribonucleotides”. Gene. 138 (1–2): 171—4. PMID 8125298. doi:10.1016/0378-1119(94)90802-8.
- Suzuki Y, Yoshitomo-Nakagawa K,  . (1997). „Construction and characterization of a full length-enriched and a 5'-end-enriched cDNA library”. Gene. 200 (1–2): 149—56. PMID 9373149. doi:10.1016/S0378-1119(97)00411-3.
- Bräuner-Osborne H, Krogsgaard-Larsen P (2000). „Sequence and expression pattern of a novel human orphan G-protein-coupled receptor, GPRC5B, a family C receptor with a short amino-terminal domain”. Genomics. 65 (2): 121—8. PMID 10783259. doi:10.1006/geno.2000.6164.
- Bräuner-Osborne H, Jensen AA,  . (2001). „Cloning and characterization of a human orphan family C G-protein coupled receptor GPRC5D”. Biochim. Biophys. Acta. 1518 (3): 237—48. PMID 11311935.
- Strausberg RL, Feingold EA,  . (2003). „Generation and initial analysis of more than 15,000 full-length human and mouse cDNA sequences”. Proc. Natl. Acad. Sci. U.S.A. 99 (26): 16899—903. PMC 139241 . PMID 12477932. doi:10.1073/pnas.242603899.
- Lehner B, Semple JI,  . (2004). „Analysis of a high-throughput yeast two-hybrid system and its use to predict the function of intracellular proteins encoded within the human MHC class III region”. Genomics. 83 (1): 153—67. PMID 14667819. doi:10.1016/S0888-7543(03)00235-0.
- Ota T, Suzuki Y,  . (2004). „Complete sequencing and characterization of 21,243 full-length human cDNAs”. Nat. Genet. 36 (1): 40—5. PMID 14702039. doi:10.1038/ng1285.
- Gerhard DS, Wagner L,  . (2004). „The status, quality, and expansion of the NIH full-length cDNA project: the Mammalian Gene Collection (MGC)”. Genome Res. 14 (10B): 2121—7. PMC 528928 . PMID 15489334. doi:10.1101/gr.2596504.
- Rual JF, Venkatesan K,  . (2005). „Towards a proteome-scale map of the human protein-protein interaction network”. Nature. 437 (7062): 1173—8. PMID 16189514. doi:10.1038/nature04209.
- Otsuki T, Ota T,  . (2007). „Signal sequence and keyword trap in silico for selection of full-length human cDNAs encoding secretion or membrane proteins from oligo-capped cDNA libraries”. DNA Res. 12 (2): 117—26. PMID 16303743. doi:10.1093/dnares/12.2.117.

## Spoljašnje veze
- „GPRC5 Receptors: RAIG3”. IUPHAR Database of Receptors and Ion Channels. International Union of Basic and Clinical Pharmacology. Архивирано из оригинала 04. 03. 2016. г.